# Danh sách món ăn từ thịt dê

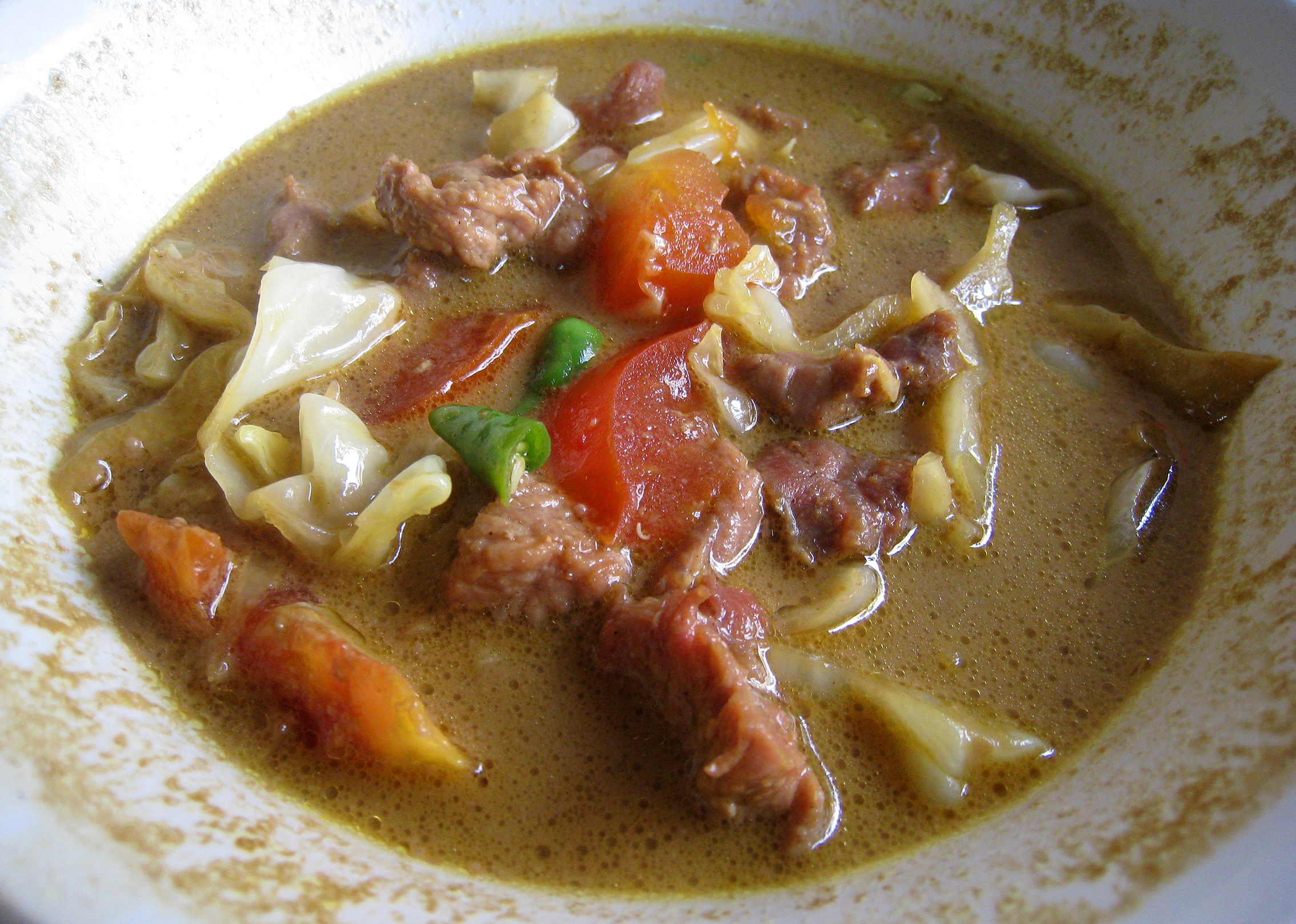
Một món thịt dê Tongseng

Thịt dê là một trong những nguyên liệu bổ dưỡng và được sử dụng để chế biến nhiều món ăn, đặc biệt là đối với các dân cư ở vùng Trung Á. Thịt dê là thịt từ các loài dê nhà (Capra aegagrus hircus). Trên toàn thế giới, thịt dê ít được tiêu thụ rộng rãi hơn thịt lợn, thịt bò, thịt cừu và thịt gà, thịt gia cầm.

## Danh sách
Dưới đây là danh sách các món dê, sử dụng thịt dê như một thành phần chính. 

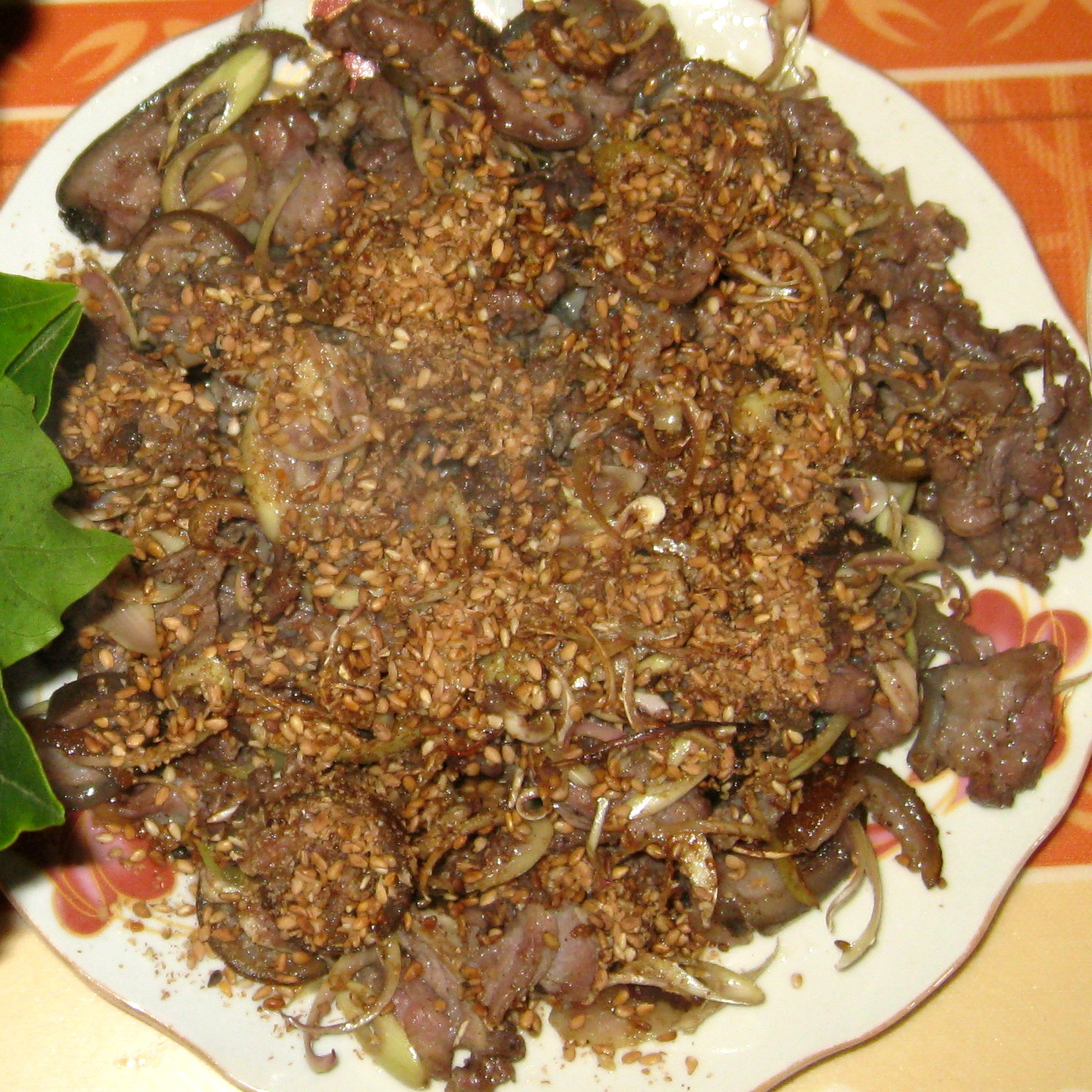
Một đĩa tái dê ở Ninh Bình

- Boodog hay bodog (tiếng Mông Cổ: боодог) là một món ăn trứ danh trong ẩm thực Mông Cổ, nguyên liệu là một con dê, cừu (hoặc những loại gia súc nhỏ) rồi nhét đầy những viên đá nướng bên trong để nhằm làm chín thịt sau khi ruột và xương đã được lấy sạch qua đường cổ họng. Những viên đá nóng sẽ làm thịt chín dần từ trong ra ngoài.
- Dê núi Ninh Bình là tên gọi thông dụng của các món đặc sản ẩm thực được chế biến từ thịt dê sống ở miền núi đá vôi Ninh Bình như tái dê, lẩu dê, dê xào, dê nướng, dê né, dê hấp, dê hầm.
- Dê tái chanh: Dùng thịt dê tươi, có phần nạc dày và phần da, dê xắt lát mỏng, nhúng qua nước sôi cho tái và bóp cùng nước cốt chanh, gừng, tỏi, ớt, tiêu, lá chanh thái sợi... khi ăn kẹp chuối xanh, sả, sung quả và chấm với tương bần.
- Tái dê: Thịt dê nhúng vào nước sôi cho chín tái, sau đó thái nhỏ, mỏng đều. Lấy vừng đã rang giã dập, sả thái nhỏ, lá chanh, gừng, ớt tươi thái nhỏ, nước chanh, bột ngọt đổ vào thịt dê tái đã thái, trộn đều. Ăn kèm theo lá sung, chuối xanh, khế, lá mơ và tương gừng để chấm. Có ba loại tái dê. 
  - Tái nhúng là cách thịt dê thái mỏng thành lát rồi nhúng vào nước đang sôi, thịt dê được dai hơn.
  - Tái lăn là cách thịt dê thái mỏng rồi lăn qua chảo mỡ nóng. Loại tái này khi ăn có vị thơm và bùi béo.
  - Tái vừng: thịt dê thái mỏng lăn qua chảo mỡ nóng như cách làm trên, sau đó đưa ra bóp trộn kỹ với vừng hoặc lạc rang tán nhỏ cùng một số gia vị khác.
- Dê nhúng mẻ: Cho dầu ăn vào chảo nóng phi thơm hành tím, sả, cà chua, cho mẻ vào đun sôi, nêm gia vị vừa ăn. Khi ăn cho từng ít thịt dê vào nhúng tái, vớt ra đĩa, ăn tới đâu nhúng tới đó. Dê sau khi nhúng mẻ được ăn kèm với bún tươi, cuốn bánh tráng, khế, chuối xanh, dưa leo, rau sống và chấm mắm nêm rất đậm vị.
- Dê hấp: Thịt dê có thể hấp cùng lá tía tô hoặc sả. Khi ăn chấm với nước tương bần có pha thêm chút đường, ăn kèm sau gia vị, sung muối, khế, chuối, dứa
- Dê xào lăn: Đun sôi một nồi nước nhỏ có pha dấm, cho thịt dê đã thái lát mỏng vào chần qua. Vớt thịt dê ra, rửa sạch lại, để cho ráo nước rồi ướp với nước cốt dứa, bột cà ri, bột canh, hạt nêm và một ít tỏi, gừng, sả. Xào cùng hành tây, tía tô, nêm gia vị vừa ăn
- Dê xào sa tế: Thịt dê được ướp cùng sa tế, dầu hào, giấm, đường, sả, ớt, bột năng. Ướp khoảng 20 phút. Bắc chảo lên bếp, phi thơm hành tỏi, cho thịt vào xào nhanh trên lửa to, có thể xào cùng với hành tây, ớt ngọt.
- Dê xào thập cẩm: Thịt dê, cần tây, củ cải đỏ, mộc nhĩ, giá đậu, hành, tỏi... tất cả nguyên liệu thái nhỏ dưới dạng hạt lựu, trộn thêm với bột năng, rượu trắng vừa đủ. Món ăn được xào trong lửa to, chín tới để thịt mềm, ngọt và các loại rau củ được giòn.
- Dê xào sả ớt: Thịt dê chọn phần đùi trước hoặc đùi sau, thái miếng đẹp mắt và ướp cùng tỏi, sả, ớt, sau đó xào nhanh tay trong lửa to. Khi thịt còn tái thì cho ớt chuông vào xào cùng, ớt vừa chín tới là tắt bếp, lấy ra đĩa rắc thêm chút vừng rang và dùng nóng.
- Dê nướng mọi: Thịt dê làm sạch, để ráo nước, thái miếng nhỏ vừa ăn. Trộn mè và thêm chút dầu ăn vào rồi đem nướng chín tới. Khi ăn lấy sa tế trộn chung với chao, ăn kèm tía tô, húng, quế.
- Dê hầm ngũ vị: Dê xắt miếng vuông 3 cm ướp cùng ngũ vị hương cho ngấm. Sau đó xào trên bếp cho thịt săn lại, đổ nước ninh nhừ cùng ít rượu trắng, khoai tây và cà rốt cho đến khi nước trong nồi còn sóng sánh là ăn được. Món ăn rất hợp với bánh mỳ, cơm nóng. Dê ngũ vị thơm ngon được nướng bằng vỉ đồng ít khói theo phong cách hoàng tộc triều Nguyễn rất tốt cho sức khỏe.
- Dê nướng ngũ vị: Thịt dê thái miếng vừa ăn, ướp với tỏi, sa tế, bột nêm, đường và ít dầu ăn. Để khoảng 15 phút cho ngấm sau đó xếp lên vỉ, nướng trên bếp than hoa.
- Tiết canh dê: có thể chọn uống tiết dê tươi bằng cách hứng tiết chảy uống khi tiết hãy còn nóng hổi hoặc là chế biến món tiết canh dê truyền thống. Khi làm món này, ngoài tiết dê còn có các thành phần phụ băm nhỏ như lòng, sụn, thịt bì, lạc rang và các gia vị khác như hạt tiêu, lá chanh, rau thơm. Tiết canh dê có vị ngọt, mát thường dùng để khai vị, thường được ăn kèm với rau húng quế, ngổ, tía tô, hạt tiêu, ớt tươi, rượu trắng. Tuy được khuyến cáo là chứa rất nhiều vi khuẩn, virus, ký sinh trùng có hại
- Chân dê hầm thuốc bắc: Chân dê cạo sạch, đem trần qua nước nóng rồi chặt miếng vừa ăn. Khi ninh cho gói đồ tiềm, hành tím và gia vị vào đun nhỏ lửa. Khi nước săm sắp mặt thịt là có thể đem ra dùng nóng. Nước hầm chấm rau và ăn kèm với bún
- Canh sơn dược thịt dê: Là bài thuốc bổ dưỡng dành cho các mẹ bầu, người mới ốm dậy. Món canh được nấu từ thịt dê nạc, sơn dược, cà rốt cùng các vị thuốc bắc như đương quy, câu kỳ tử, xuyên khung, hoàng kỳ, gừng, táo đỏ, rượu
- Cháo thịt dê: Thịt dê rửa sạch, để ráo, cắt mỏng, ướp muối, tiêu, mắm ngon, hành, gừng, phi thơm hành, xào chín tới. Gạo vo sạch, cho vào nồi đất ninh nhừ, gần được cho dê xào vào ninh cùng để thịt dê tiết ra vị ngọt. Khi ăn múc cháo ra tô, rắc thêm hành, rau thơm lên trên, ăn nóng.
- Cháo gan dê: Gạo tẻ ninh nhừ cho gan dê xào mỡ hành vào ninh, khi cháo nhừ bắc ra ăn nóng cùng hành hoa.
- Lẩu dê: Nồi lẩu dê cay cay, thơm mùi sả, hành và nước dùng đậm đà. Với món lẩu dê này, có thể ăn kèm đậu phụ, các loại rau, váng đậu rán giòn
- Ngọc dương hay ngọc hành hay còn gọi là dái dê, pín dê, cà dê là tinh hoàn của con dê được dùng để chế biến thành những món ăn ngon và bổ, nó thuộc vào nhóm những món ngẩu pín.
- Nầm dê nướng: Vú dê mua về xắt mỏng, rửa sạch, để ráo, ướp cùng chao, tiêu xay, dầu hào, tương ớt, sả băm, tỏi, bột ngũ vị hương cho ngấm mới đem đi nướng.
- Dê ủ trấu: Dê núi sau khi cắt tiết được cạo lông sạch sẽ, nhồi lá sả vào bụng. Phủ trấu lên toàn thân dê và đốt rơm để mồi lửa. Nhờ hơi nóng của trấu, thịt dê sẽ chín om, da vàng rộm, tạo ra món tái đúng nghĩa. Dê ủ trấu thành phẩm không chín hoàn toàn, không mất nước, khi thái thịt xoăn thành từng lọn nhỏ ăn mềm, ngọt.
- Dê né: Thịt dê thái hình quân cờ, to, không cần tẩm ướp gia vị. Miếng thịt sau khi chiên ngập trong dầu ăn sẽ giòn tan bên ngoài, tái hồng bên trong, kẹp cùng hương nhu, đinh lăng, húng, xả, chấm chao hoặc tương
- Cà ri dê: là món ăn hấp dẫn bất kỳ ai trong tiết trời lạnh. Không chỉ thơm mùi cà ri, món ăn còn chinh phục bạn bởi khoai và thịt mềm nhừ, thơm mùi cốt dừa và đậm đà vị dê.
- Dê tagine: được nấu từ thịt dê, khoai lang, gia vị đặc trưng của Tây Bắc như hạt dổi, hạt mắc mật, tương ớt Mường Khương.
- Dê hoong: được nấu từ phần đùi hoặc bẹ sườn dê, khoai mì, đậu phộng, nước cốt dừa béo theo hương vị miền Tây Nam Bộ.
- Dê bóp: Thịt dê bóp gia vị cùng mè, đậu phộng xay nhuyễn và đu đủ sợi, hành tây... tạo nên món gỏi có vị bùi đặc trưng.
- Lòng dê xào nghệ
- Birria
- Bocksbraten
- Cabrito là một món dê con quay
- Chakna
- Chivito
- Chui jhal: Món ăn từ tỉnh Khulna, Bangladesh
- Dhansak
- Súp tiêu dê (Goat meat pepper soup)
- Goat roti
- Heuk yeomso tang: Một món thịt dê đen của Hàn Quốc
- Hyderabadi biryani
- Isi ewu một món ăn truyền thống của người Igbo làm từ đầu dê
- Kaldereta
- Kokoretsi
- Mannish water
- Mute (súp)
- Nasi kebuli
- Sate kambing – Làm từ thịt dê nướng
- Seco (thực phẩm)
- Sup kambing
- Tongseng
- Tsamarella